# British American Tobacco
British American Tobacco Plc. — другий за величиною у світі виробник тютюнової продукції. Штаб-квартира корпорації міститься в Лондоні. До портфеля компанії входять такі бренди, як Dunhill, Kent, Vogue, Pall Mall, Lucky Strike та інші.

## Історія
Компанія виникла як компроміс для припинення торгової війни між американськими та британськими виробниками тютюнових виробів. У 1901 році American Tobacco Company зробила спробу вийти на британський ринок, у відповідь кілька британських тютюнових компаній об'єдналися в Imperial Tobacco Company і зуміли не тільки захистити свій ринок, а й почати продажі в США. Протистояння дорого обходилося обом компаніям, і з ініціативи американської сторони було укладено перемир'я. Дві компанії зобов'язалися не торгувати на території країни свого компаньйона і набули права на використання торгових марок і товарних знаків один одного на власній території. Для операцій за межами їхніх домашніх ринків у 1902 році було створено нову компанію, British American Tobacco, зареєстровану в Лондоні — що дозволило новій компанії вести операції в таких різних країнах, як Канада, Японія, Німеччина, Австралія, Південна Африка та Китай.
British American Tobacco відкрила представництво в Росії у 1991 році. У 1994 році вона розпочала виробництво тютюнових виробів. У РФ BAT володів тютюновою фабрикою у м. Санкт-Петербург. Компанія також виготовляла тютюнові стики для своїх систем нагрівання тютюну Glo.
У вересні 2023 року компанія заявила про плани продати свої російські та білоруські підприємства на чолі з російською командою менеджерів, що й було невдовзі здійснено. Покупцем став консорціум, очолюваний місцевим російським менеджментом. Після укладання угоди активи були перейменовані на ITMS Group.

## В Україні
В Україні з 1993 року представлена компанією «Бритіш Американ Тобакко Україна», якій належить Прилуцька тютюнова фабрика.

## Бренди
- American Star
- Ascot
- Ashanti
- Auslese de Luxe
- Barclay
- Batavia
- Bison
- Cañuma
- Captain Black
- Clan
- Cutters Choice
- Dunhill
- Erinmore
- Fair Play
- Gold Dollar
- Golden American
- HB
- Intore
- Impala
- Javaanse Jongens
- John Player Gold Leaf
- Kent
- kim
- kool
- Krone
- Kurmark
- Lord
- Lucky Strike
- Lux
- Mary Long
- Mokri
- Old Holborn
- Orienta
- Pall Mall
- Parisienne
- Peer
- Prince
- Privileg
- Rockets
- Rothmans
- Samson
- Santos Dumont
- Schwarzer Krauser
- Senior Service
- Sportsman
- Sweet Afton
- Viceroy
- Vogue
- Westpoint
- Windsor de Luxe
- Winfield